# Aubel
Aubel és un municipi belga de la província de Lieja a la regió valona, regat pels rius Bel i Berwijn. El 2007 tenia més de 4880 habitants.

## Història
A l'edat mitjana, Aubel era un feu del país de Dalhem, un dels països enllà del Mosa del ducat de Brabant. El primer esment escrit data del 1248, quan va construir-se una capella dedicada a Hubert de Lieja. El 1395 esdevé una parròquia independent. Al 28 d'agost de 1630, el senyor de Dalhem atorgà al poble el dret d'organitzar un mercat setmanal. Gràcies a aquest mercat, fins avui, va romandre un centre comercial important al país d'Herve. Al 30 de març de 1643, el sobirà Felip IV de Castella, que trobava a faltar de finances per a pagar la guerra dels vuitanta anys contra els republicans neerlandesos va vendre la senyoria d'Aubel al senyor de Mheer, Joan-Raúl d'Imstenraedt. Gerard de Loë-Imstenraedt va ser el darrere senyor quan els republicans francesos van annexar el territori el 1795.
L'administració francesa va crear el municipi d'Aubel, del qual les fronteres no van canviar fins avui, i integrar-lo al departament de l'Ourte. La gent d'Aubel va organitzar la resistència contra l'invasor francès. A la nit del 8 al 9 febrer van reunir-se a la masia de Stroevenbosch per a preparar un atac al destacament francès. Van ser traïts i quatre dels sis presoners van ser executats a Lieja el 7 d'abril de 1799. Després del Congrés de Viena va passar al Regne Unit dels Països Baixos sota el rei Guillem I. El 1830 va esdevenir belga.

## Economia

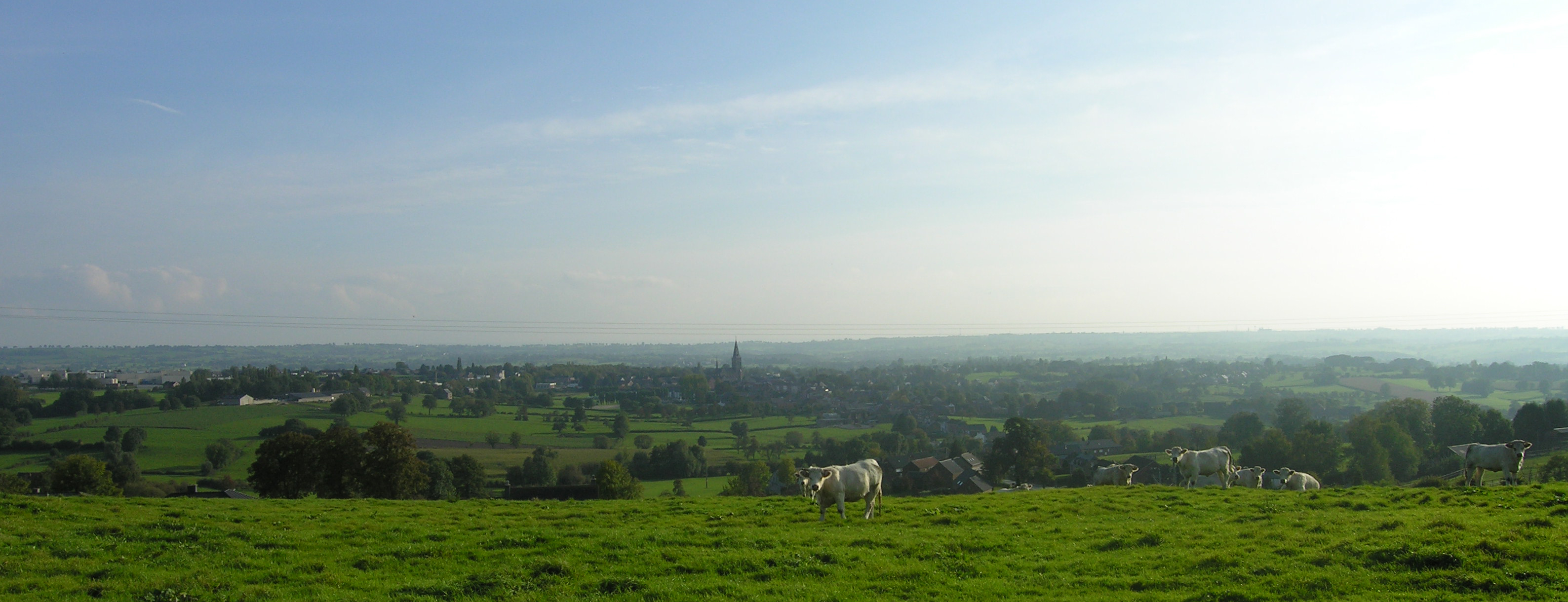
Panorama d'Aubel des del carrer Lobos

Com a centre d'una regió agricultural amb terres molt riques, hi ha unes indústries agro-alimentàries: un escorxador, una cansaladeria (Detry), una sidreria (Stassen), una fàbrica de xarop de pomes i de peres (Meurrens)… Els productors van reunir-se i crear una associació per a promoure els productes alimentaris de qualitat Les produits d'Aubel. Al costat de l'abadia de Val-Dieu, s'ha creat una fàbrica de cervesa a l'antic molí de l'abadia.

## Llengua
Tot i fer part de la Comunitat Francesa de Bèlgica des del 1963, certa gent gran encara parla un dialecte neerlandès. Es troba al límit de tres llengües: el francès, el neerlandès en la seva variant limburguès i l'alemany. Al cens de 1837, 57% parlaven neerlandès i 43% Francès, al 1930 91% parlaven francès i només 9% neerlandès. Romanen molts topònims limburguesos o ripuàrics com: Hagelstein, Göbbelshof, route de la Kan, Oudemoeder, Maeshof, Crutzbeuck, Ten Elsen, Coul, Plattendriesch, Doefberg, Merckhof, Mabrouck, Kierberg, Kollenhof, Himmerich….

## Nuclis
- Aubel
- Saint-Jean-Sart (neerlandès: Sint-Jans-Rade)
- La Clouse (limburguès: De Cloes)

## Llocs d'interès
- l'Abadia de Val-Dieu
- El castell de Gorhez
- El castell d'Altena

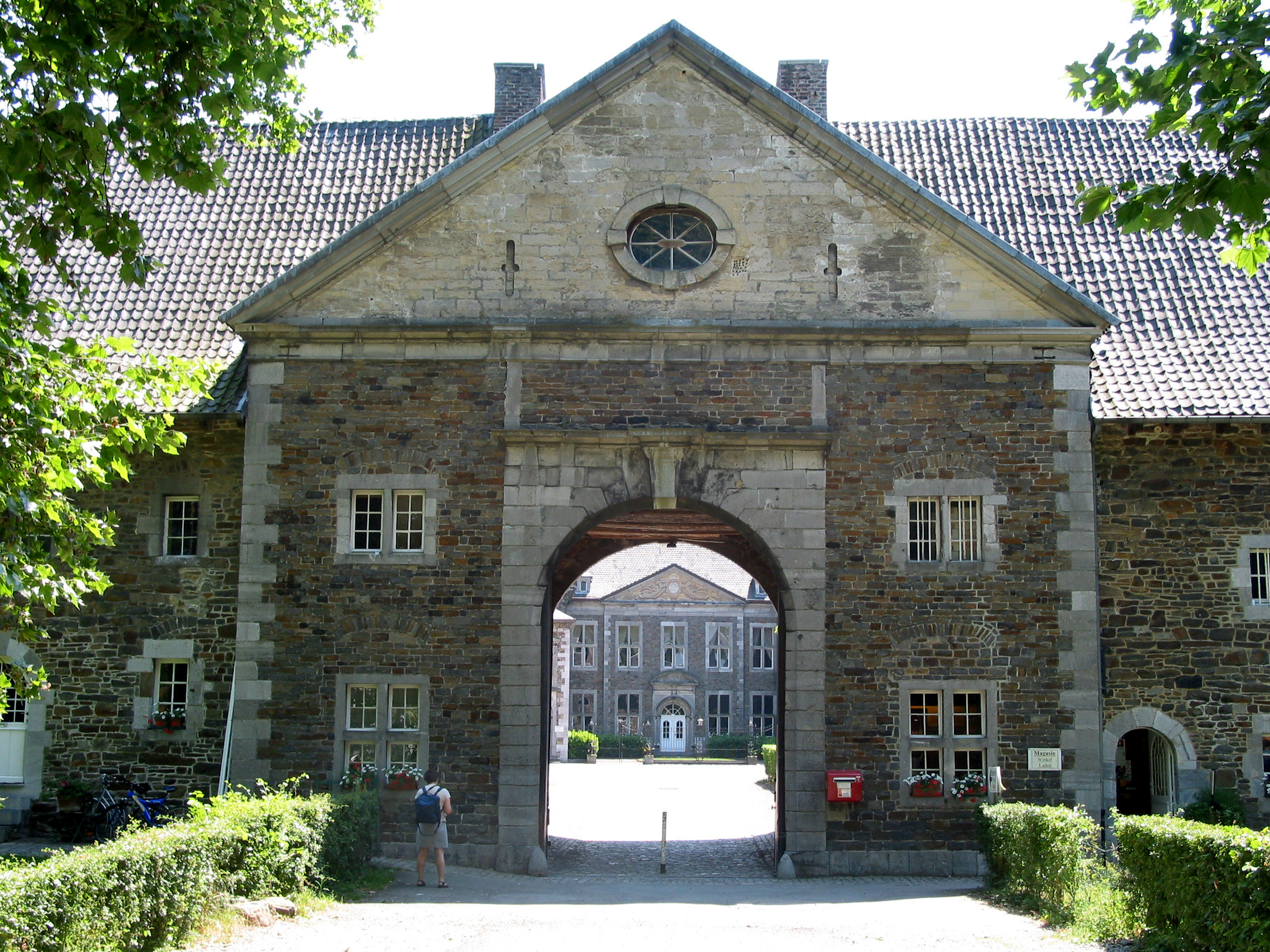
Entrada de l'Abadia de Val-Dieu

- L'antiga línia 37 de la NMBS Plombières-Chênée, transformat en via per a vianants lents
- Museu Liberty Day
- Museu del molí

1. ↑  «Història d'Aubel al web oficial del municipi». Arxivat de l'original el 2007-05-01. [Consulta: 17 gener 2009].